# Lingue tswa-ronga
Le lingue tswa-ronga sono un gruppo di lingue bantu parlato nell'Africa meridionale. 

## Distribuzione geografica
In totale, le lingue tswa ronga vengono parlate da poco meno di 6 milioni di persone.
Vengono identificate tre lingue appartenenti a questo gruppo: il tsonga, il tswa e il ronga. Le ultime due vengono parlate nel Mozambico meridionale, nelle province di Maputo, Inhambane e Gaza, mentre la prima viene parlata sia in Mozambico che nel Sudafrica. Alcune decine di migliaia di parlanti si hanno poi nello Swaziland e nello Zimbabwe. 

### Lingua ufficiale
Lo tsonga è una delle undici lingue ufficiali del Sudafrica.

### Dialetti e lingue derivate
La lingua hlengwe viene da alcuni considerata una lingua a sé stante, mentre altri la considerano un dialetto del tswa.
Le lingue appartenenti a questo sottogruppo hanno un elevato grado di mutua comprensibilità tanto che vengono a volte considerati come tre distinti dialetti di una stessa lingua.

## Classificazione
Vengono classificate all'interno del gruppo delle lingue bantu S (insieme con il venda, le lingue sotho-tswana, le lingue shona e le lingue nguni) con il codice S.50. 